# SIG-551
Le SIG-551 est la version carabine du SIG-550. Comme lui, il est réglementaire dans l'armée suisse.

## Description
Il dispose donc des mêmes caractéristiques, mais sa longueur a été réduite. Cela en fait une arme plus compacte que le SIG 550 tout en gardant de bonnes performances balistiques.
Canon 1 pour un pas de 10 pouces optimisée pour la munition Suisses GP90 et canon 2 pour un pas de 7 pouces optimisée  pour la munition 5,56 mm OTAN.

## Utilisateurs
Plus compact que le Fass 90, les SG551 et 551 SWAT sont adoptés par plusieurs unités d'interventions/de forces spéciales :
- Allemagne: GSG 9/Spezialeinsatzkommandos (SEK)  comme G37
- Brésil
- France: GIPN, Commando marine.